# Großer Preis von Großbritannien 2009
Der Große Preis von Großbritannien 2009 (offiziell 2009 Formula 1 Santander British Grand Prix) fand am 21. Juni auf dem Silverstone Circuit in Silverstone statt und war das achte Rennen der Formel-1-Weltmeisterschaft 2009.

## Berichte

### Hintergrund
Nach dem Großen Preis der Türkei führte Jenson Button in der Fahrerwertung mit 26 Punkten vor Rubens Barrichello und mit 32 Punkten vor Sebastian Vettel. In der Konstrukteurswertung führte Brawn-Mercedes mit 39,5 Punkten vor Red Bull-Renault und mit 63,5 Punkten vor Toyota.
Nachdem auch McLaren-Mercedes KERS ausgebaut hatte, fuhr in Silverstone nur noch die Ferrari mit dem System.
Der Große Preis von Großbritannien sollte 2009 zum letzten Mal auf der Traditionsrennstrecke in Silverstone ausgetragen werden und ab 2010 in Donington stattfinden. Allerdings wurde nach dem Ende der Saison entschieden, dass der Große Preis von Großbritannien weiterhin in Silverstone stattfindet.
Das sportliche Geschehen am Rennwochenende wurde von einer Ankündigung der acht FOTA-Teams überschattet, die in der Nacht zum Freitag ihren Ausstieg aus der Formel 1 bekannt gaben.
Mit Barrichello, Fernando Alonso, Kimi Räikkönen und Lewis Hamilton (jeweils einmal) traten vier ehemalige Sieger zu diesem Grand Prix an.

### Training
Im ersten freien Training dominierte Red Bull-Renault das Geschehen. Vettel fuhr die schnellste Runde vor seinem Teamkollegen Mark Webber. Mit acht Zehntel Sekunden Rückstand belegte der WM-Führende Button Platz drei.
Im zweiten Training blieb das Ergebnis an der Spitze unverändert: Vettel fuhr erneut die schnellste Zeit vor Webber. Force-India-Pilot Adrian Sutil sorgte mit Platz drei für eine kleine Überraschung.
Im dritten freien Training sicherte sich dann Williams-Pilot Nico Rosberg erneut eine Trainings-Bestzeit. Der Deutsche wurde gefolgt von seinem Teamkollegen Kazuki Nakajima und dem Toyota von Jarno Trulli.

### Qualifying
Das Qualifying bestand aus drei Teilen mit einer Nettolaufzeit von 45 Minuten. Im ersten Qualifying-Segment (Q1) hatten die Fahrer 18 Minuten Zeit, um sich für das Rennen zu qualifizieren. Die besten 15 Fahrer erreichten den nächsten Teil. Nakajima war Schnellster. Die beiden Toro Rosso- und beide Force-India-Piloten und erneut Hamilton schieden aus. Somit schied der amtierende Weltmeister Hamilton zum dritten Mal in Folge in Q1 aus.
Der zweite Abschnitt (Q2) dauerte 15 Minuten. Die schnellsten zehn Piloten qualifizierten sich für den dritten Teil des Qualifyings. Vettel war Schnellster. Beide BMW Sauber-Piloten, Nelson Piquet jr, Heikki Kovalainen und Felipe Massa schieden aus.
Der letzte Abschnitt (Q3) ging über eine Zeit von zwölf Minuten, in denen die ersten zehn Startpositionen vergeben wurden. Vettel fuhr mit einer Zeit von 1:19,509 Minuten die Bestzeit und sicherte sich seine vierte Pole-Position vor Barrichello und Webber.

### Rennen
Vettel gewann den Start des Rennens gegen einen gut startenden Barrichello. Im Gegensatz zu seinem Teamkollegen startete Button nicht so gut und fiel auf den neunten Platz zurück. Er konnte sich allerdings bereits in der zweiten Runde nach einem Überholmanöver gegen Massa auf den achten Platz verbessern. Im Blickpunkt der Anfangsphase war ebenso Nick Heidfeld. Nachdem er sich zuerst seinen Frontflügel am McLaren von Kovalainen beschädigt hatte, wurde er nach einem Angriff Alonsos von Giancarlo Fisichella überholt. Den Spanier konnte er allerdings trotz mehrerer Attacken hinter sich halten. Seinen Frontflügel ließ er erst bei seinem regulären Boxenstopp in der 22. Runde wechseln.

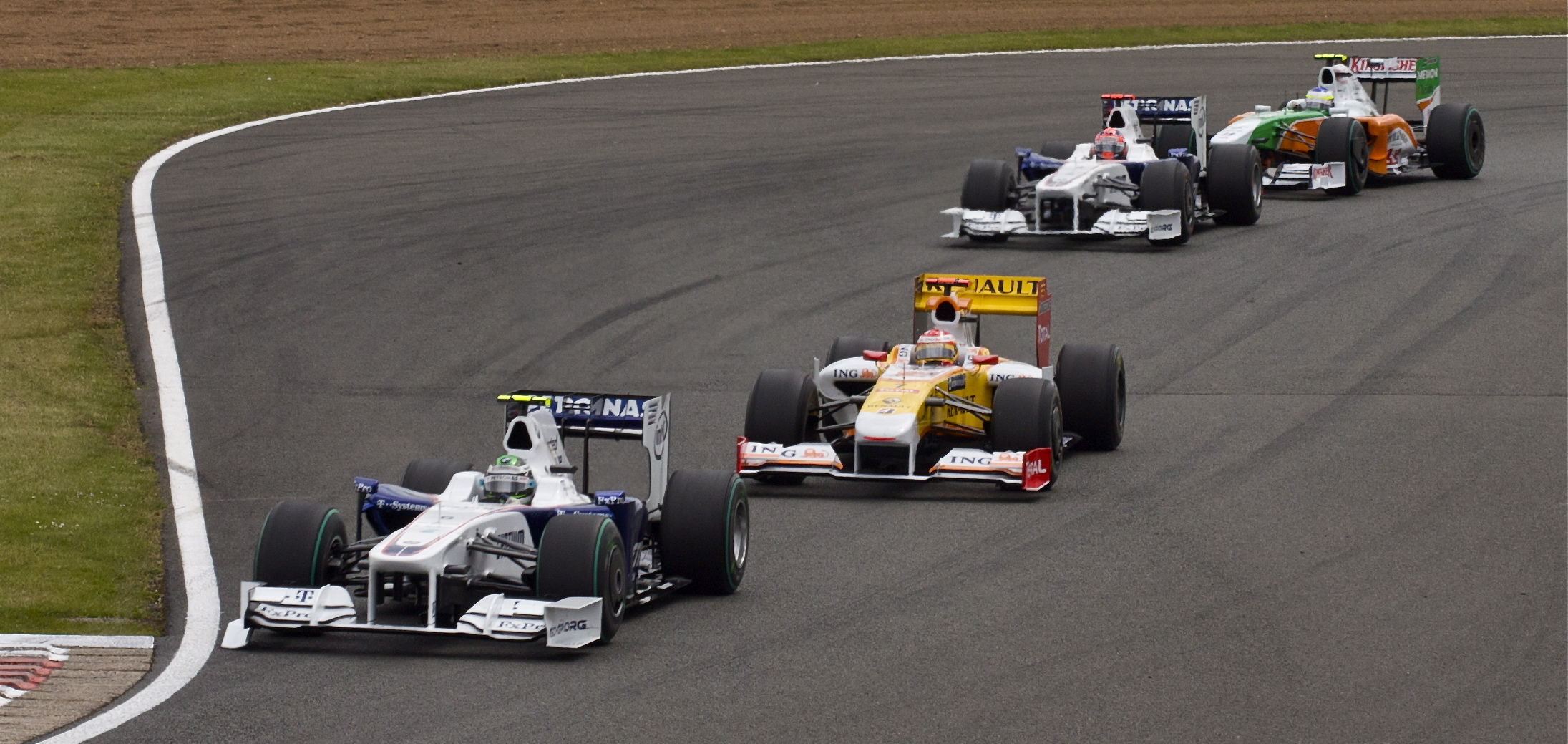
Im Feld gab es einige Positionskämpfe

Währenddessen setzte sich Vettel weiter vom Rest des Feldes ab und hatte in der zehnten Runde in etwa neun Sekunden Vorsprung auf Barrichello. Den ersten Boxenstopp absolvierte Nakajima, der eine Runde später, nachdem auch Räikkönen, der zunächst hinter dem Japaner lag, vom Finnen überholt wurde. Am längsten konnten die Red Bull-Renault-Piloten auf der Strecke bleiben und so überholte Webber Barrichello mit Hilfe eines späteren Boxenstopps. Der führende Vettel blieb von der Führungsgruppe am längsten auf der Strecke und konnte somit seine Führung auch nach dem Boxenstopp behalten.

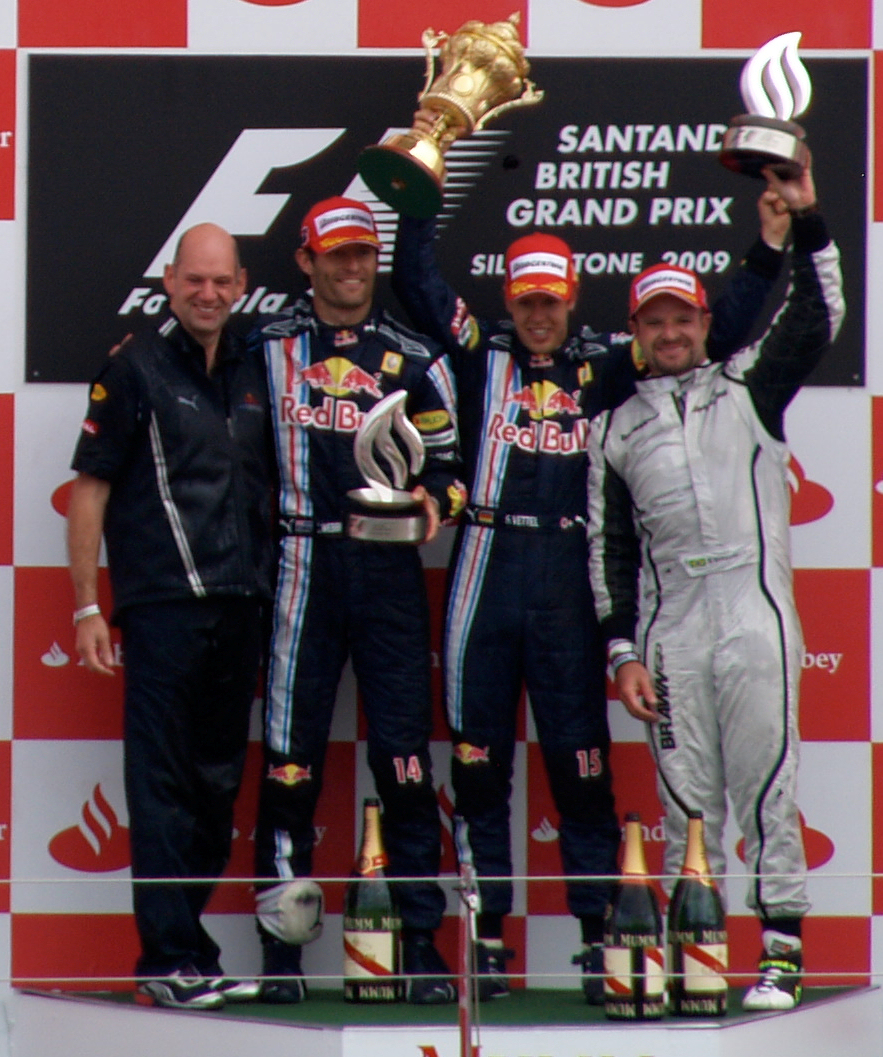
Red Bull feierte einen Doppelsieg in Silverstone

In Runde 31 kam es zu einem Duell der ehemaligen Teamkollegen Hamilton und Alonso. Zunächst überholte Hamilton den Spanier, der eine Runde später einen Gegenangriff startete und Hamilton vor Stowe zurück überholte. Bei dem Duell ging es um den 16. Platz. In der 35. Runde kam es zu einer Kollision zwischen Kovalainen und Sébastien Bourdais. Auslöser dieser Kollision war eine Verwechslung: Kovalainen hielt Bourdais für Webber und machte ihm zum Überrunden Platz, jedoch erkannte der Finne kurz vor Abschluss des Manövers seinen Fehler und macht zu. Darauf kollidierten die beiden. Beide Piloten mussten wenige Runden darauf an der Box aufgeben.
An der Spitze konnten die Red Bull-Renault sich weiter vom Feld absetzen und die Doppelführung auch nach den Boxenstopps behaupten. Auf Platz vier setzte sich Massa mit einem späteren Stopp gegen Rosberg durch. Hinter den beiden lag Button, der in den letzten Runden noch versuchte an Rosberg vorbeizufahren. Schließlich gewann Vettel den Grand Prix vor seinem Teamkollegen Webber und Barrichello. Die weiteren Punkte gingen an Massa, Rosberg, Button, Trulli und Räikkönen.
Button, der die Führung in der Fahrerwertung souverän behaupten konnte, nahm beim Großen Preis von Großbritannien 2009 zum ersten Mal nicht an der Siegerehrung teil. Für Vettel war es der zweite Sieg in dieser Saison und der erste unter trockenen Bedingungen. Mit einem Sieg, der Pole-Position und der schnellsten Runde erzielte der Deutsche zudem einen Hattrick.

## Meldeliste
| Team                      | Nr. | Fahrer               | Chassis           | Motor                | Reifen |
| ------------------------- | --- | -------------------- | ----------------- | -------------------- | ------ |
| Vodafone McLaren Mercedes | 01  | Lewis Hamilton       | McLaren MP4-24    | Mercedes-Benz 2.4 V8 | B      |
| Vodafone McLaren Mercedes | 02  | Heikki Kovalainen    | McLaren MP4-24    | Mercedes-Benz 2.4 V8 | B      |
| Scuderia Ferrari Marlboro | 03  | Felipe Massa         | Ferrari F60       | Ferrari 2.4 V8       | B      |
| Scuderia Ferrari Marlboro | 04  | Kimi Räikkönen       | Ferrari F60       | Ferrari 2.4 V8       | B      |
| BMW Sauber F1 Team        | 05  | Robert Kubica        | BMW Sauber F1.09  | BMW 2.4 V8           | B      |
| BMW Sauber F1 Team        | 06  | Nick Heidfeld        | BMW Sauber F1.09  | BMW 2.4 V8           | B      |
| ING Renault F1 Team       | 07  | Fernando Alonso      | Renault R29       | Renault 2.4 V8       | B      |
| ING Renault F1 Team       | 08  | Nelson Piquet jr.    | Renault R29       | Renault 2.4 V8       | B      |
| Panasonic Toyota Racing   | 09  | Jarno Trulli         | Toyota TF109      | Toyota 2.4 V8        | B      |
| Panasonic Toyota Racing   | 10  | Timo Glock           | Toyota TF109      | Toyota 2.4 V8        | B      |
| Scuderia Toro Rosso       | 11  | Sébastien Bourdais   | Toro Rosso STR4   | Ferrari 2.4 V8       | B      |
| Scuderia Toro Rosso       | 12  | Sébastien Buemi      | Toro Rosso STR4   | Ferrari 2.4 V8       | B      |
| Red Bull Racing           | 14  | Mark Webber          | Red Bull RB5      | Renault 2.4 V8       | B      |
| Red Bull Racing           | 15  | Sebastian Vettel     | Red Bull RB5      | Renault 2.4 V8       | B      |
| AT&T Williams             | 16  | Nico Rosberg         | Williams FW31     | Toyota 2.4 V8        | B      |
| AT&T Williams             | 17  | Kazuki Nakajima      | Williams FW31     | Toyota 2.4 V8        | B      |
| Force India F1 Team       | 20  | Adrian Sutil         | Force India VJM02 | Mercedes-Benz 2.4 V8 | B      |
| Force India F1 Team       | 21  | Giancarlo Fisichella | Force India VJM02 | Mercedes-Benz 2.4 V8 | B      |
| Brawn GP Formula 1 Team   | 22  | Jenson Button        | Brawn BGP 001     | Mercedes-Benz 2.4 V8 | B      |
| Brawn GP Formula 1 Team   | 23  | Rubens Barrichello   | Brawn BGP 001     | Mercedes-Benz 2.4 V8 | B      |

Anmerkungen
1. ↑  Die Startnummern 18 und 19 wurden wegen des Rückzugs des Honda-Teams nicht vergeben. Das Nachfolgeteam Brawn GP bekam als Neuling traditionell die letzten Startnummern, das Team Force India rückte aus Marketinggründen nicht auf.

## Klassifikationen

### Qualifying
| Pos. | Fahrer               | Konstrukteur         | Q1       | Q2       | Q3       | Start |
| ---- | -------------------- | -------------------- | -------- | -------- | -------- | ----- |
| 01   | Sebastian Vettel     | Red Bull-Renault     | 1:18,685 | 1:18,119 | 1:19,509 | 01    |
| 02   | Rubens Barrichello   | Brawn-Mercedes       | 1:19,325 | 1:18,335 | 1:19,856 | 02    |
| 03   | Mark Webber          | Red Bull-Renault     | 1:18,674 | 1:18,209 | 1:19,868 | 03    |
| 04   | Jarno Trulli         | Toyota               | 1:18,886 | 1:18,240 | 1:20,091 | 04    |
| 05   | Kazuki Nakajima      | Williams-Toyota      | 1:18,530 | 1:18,575 | 1:20,216 | 05    |
| 06   | Jenson Button        | Brawn-Mercedes       | 1:18,957 | 1:18,663 | 1:20,289 | 06    |
| 07   | Nico Rosberg         | Williams-Toyota      | 1:19,228 | 1:18,591 | 1:20,361 | 07    |
| 08   | Timo Glock           | Toyota               | 1:19,198 | 1:18,791 | 1:20,490 | 08    |
| 09   | Kimi Räikkönen       | Ferrari (K)          | 1:19,010 | 1:18,566 | 1:20,715 | 09    |
| 10   | Fernando Alonso      | Renault              | 1:19,167 | 1:18,761 | 1:20,741 | 10    |
| 11   | Felipe Massa         | Ferrari (K)          | 1:19,148 | 1:18,927 | –        | 11    |
| 12   | Robert Kubica        | BMW Sauber           | 1:19,730 | 1:19,308 | –        | 12    |
| 13   | Heikki Kovalainen    | McLaren-Mercedes     | 1:19,732 | 1:19,353 | –        | 13    |
| 14   | Nelson Piquet jr.    | Renault              | 1:19,555 | 1:19,392 | –        | 14    |
| 15   | Nick Heidfeld        | BMW Sauber           | 1:19,559 | 1:19,448 | –        | 15    |
| 16   | Giancarlo Fisichella | Force India-Mercedes | 1:19,802 | –        | –        | 16    |
| 17   | Sébastien Bourdais   | Toro Rosso-Ferrari   | 1:19,898 | –        | –        | 17    |
| 18   | Adrian Sutil         | Force India-Mercedes | 1:19,909 | –        | –        | 18    |
| 19   | Lewis Hamilton       | McLaren-Mercedes     | 1:19,917 | –        | –        | 19    |
| 20   | Sébastien Buemi      | Toro Rosso-Ferrari   | 1:20,236 | –        | –        | 20    |

Anmerkungen
(K) = Rennwagen mit KERS

### Rennen
| Pos. | Fahrer               | Konstrukteur         | Runden | Stopps | Zeit        | Start | Schnellste Runde |
| ---- | -------------------- | -------------------- | ------ | ------ | ----------- | ----- | ---------------- |
| 01   | Sebastian Vettel     | Red Bull-Renault     | 60     | 2      | 1:22:49,328 | 01    | 1:20,735 (16.)   |
| 02   | Mark Webber          | Red Bull-Renault     | 60     | 2      | + 15,188    | 03    | 1:20,915 (57.)   |
| 03   | Rubens Barrichello   | Brawn-Mercedes       | 60     | 2      | + 41,175    | 02    | 1:21,429 (18.)   |
| 04   | Felipe Massa         | Ferrari (K)          | 60     | 2      | + 45,043    | 11    | 1:21,509 (22.)   |
| 05   | Nico Rosberg         | Williams-Toyota      | 60     | 2      | + 45,915    | 07    | 1:21,054 (17.)   |
| 06   | Jenson Button        | Brawn-Mercedes       | 60     | 2      | + 46,285    | 06    | 1:21,189 (54.)   |
| 07   | Jarno Trulli         | Toyota               | 60     | 2      | + 1:08,307  | 04    | 1:21,806 (17.)   |
| 08   | Kimi Räikkönen       | Ferrari (K)          | 60     | 2      | + 1:09,622  | 09    | 1:21,656 (14.)   |
| 09   | Timo Glock           | Toyota               | 60     | 2      | + 1:09,823  | 08    | 1:21,671 (51.)   |
| 10   | Giancarlo Fisichella | Force India-Mercedes | 60     | 2      | + 1:11,522  | 16    | 1:21,810 (20.)   |
| 11   | Kazuki Nakajima      | Williams-Toyota      | 60     | 2      | + 1:14,023  | 05    | 1:21,845 (14.)   |
| 12   | Nelson Piquet jr.    | Renault              | 59     | 1      | + 1 Runde   | 14    | 1:22,505 (25.)   |
| 13   | Robert Kubica        | BMW Sauber           | 59     | 2      | + 1 Runde   | 12    | 1:22,182 (41.)   |
| 14   | Fernando Alonso      | Renault              | 59     | 2      | + 1 Runde   | 10    | 1:21,852 (36.)   |
| 15   | Nick Heidfeld        | BMW Sauber           | 59     | 2      | + 1 Runde   | 15    | 1:21,956 (59.)   |
| 16   | Lewis Hamilton       | McLaren-Mercedes     | 59     | 2      | + 1 Runde   | 19    | 1:22,576 (24.)   |
| 17   | Adrian Sutil         | Force India-Mercedes | 59     | 1      | + 1 Runde   | 18    | 1:23,475 (50.)   |
| 18   | Sébastien Buemi      | Toro Rosso-Ferrari   | 59     | 2      | + 1 Runde   | 20    | 1:22,711 (24.)   |
| –    | Sébastien Bourdais   | Toro Rosso-Ferrari   | 37     | 2      | DNF         | 17    | 1:22,466 (26.)   |
| –    | Heikki Kovalainen    | McLaren-Mercedes     | 36     | 2      | DNF         | 13    | 1:22,418 (32.)   |

Anmerkungen
(K) = Rennwagen mit KERS

## WM-Stände nach dem Rennen
Die ersten acht des Rennens bekamen 10, 8, 6, 5, 4, 3, 2 bzw. 1 Punkt(e).

### Fahrerwertung
| Pos. | Fahrer             | Konstrukteur     | Punkte |
| ---- | ------------------ | ---------------- | ------ |
| 01   | Jenson Button      | Brawn-Mercedes   | 64,0   |
| 02   | Rubens Barrichello | Brawn-Mercedes   | 41,0   |
| 03   | Sebastian Vettel   | Red Bull-Renault | 39,0   |
| 04   | Mark Webber        | Red Bull-Renault | 35,5   |
| 05   | Jarno Trulli       | Toyota           | 21,5   |
| 06   | Felipe Massa       | Ferrari          | 16,0   |
| 07   | Nico Rosberg       | Williams-Toyota  | 15,5   |
| 08   | Timo Glock         | Toyota           | 13,0   |
| 09   | Fernando Alonso    | Renault          | 11,0   |
| 10   | Kimi Räikkönen     | Ferrari          | 10,0   |

| Pos. | Fahrer               | Konstrukteur         | Punkte |
| ---- | -------------------- | -------------------- | ------ |
| 11   | Lewis Hamilton       | McLaren-Mercedes     | 9,0    |
| 12   | Nick Heidfeld        | BMW Sauber           | 6,0    |
| 13   | Heikki Kovalainen    | McLaren-Mercedes     | 4,0    |
| 14   | Sébastien Buemi      | Toro Rosso-Ferrari   | 3,0    |
| 15   | Robert Kubica        | BMW Sauber           | 2,0    |
| 16   | Sébastien Bourdais   | Toro Rosso-Ferrari   | 2,0    |
| 17   | Giancarlo Fisichella | Force India-Mercedes | 0,0    |
| 18   | Adrian Sutil         | Force India-Mercedes | 0,0    |
| 19   | Nelson Piquet jr.    | Renault              | 0,0    |
| 20   | Kazuki Nakajima      | Williams-Toyota      | 0,0    |

### Konstrukteurswertung
| Pos. | Konstrukteur     | Punkte |
| ---- | ---------------- | ------ |
| 01   | Brawn-Mercedes   | 105,0  |
| 02   | Red Bull-Renault | 74,5   |
| 03   | Toyota           | 34,5   |
| 04   | Ferrari          | 26,0   |
| 05   | Williams-Toyota  | 15,5   |

| Pos. | Konstrukteur         | Punkte |
| ---- | -------------------- | ------ |
| 06   | McLaren-Mercedes     | 13,0   |
| 07   | Renault              | 11,0   |
| 08   | BMW Sauber           | 8,0    |
| 09   | Toro Rosso-Ferrari   | 5,0    |
| 10   | Force India-Mercedes | 0,0    |